# Administración Pública de Chile

Escudo de la República de Chile

La Administración Pública Chilena comprende el conjunto de órganos y servicios que ejercen funciones administrativas bajo la autoridad del Estado, con el propósito de satisfacer necesidades colectivas, garantizar derechos, y ejecutar políticas públicas. Su estructura está definida en la Constitución Política de la República de Chile y en un conjunto de leyes y reglamentos que regulan su funcionamiento, organización y control.

## Normativas
Las principales leyes que configuran la Administración Pública en Chile son:
- La Constitución Política de la República de Chile.
- La Ley N° 18.575, Orgánica Constitucional de Bases Generales de la Administración del Estado.
- La Ley N° 18.834, Estatuto Administrativo.
- La Ley N° 19.880, que establece las bases de los procedimientos administrativos que rigen los actos de la Administración del Estado.

## Estructura y organización

### Órganos que conforman la Administración del Estado
Los órganos e instituciones que forman parte de la Administración del Estado están contenidos en el artículo 1 la Ley N° 18.575, Orgánica Constitucional de Bases Generales de la Administración del Estado:
- Ministerios.
- Delegaciones Presidenciales.
- Los órganos y servicios públicos creados para el cumplimiento de la función administrativa.
- La Contraloría General de la República.
- El Banco Central.
- Las Fuerzas Armadas.
- Las Fuerzas de Orden y Seguridad Pública.
- los Gobiernos Regionales.
- Las Municipalidades.
- Las empresas públicas creadas por ley.

### Centralización y Descentralización
El aparato administrativo chileno se divide entre la Administración Central y la Administración Descentralizada:
- Administración Centralizada: Incluye los ministerios y servicios dependientes del Presidente de la República, como subsecretarías y otras instituciones, las cuales actúan con la personalidad jurídica y patrimonio del fisco.[2]
- Administración Descentralizada: Comprende organismos con personalidad jurídica y patrimonio propio, como la mayoría de servicios públicos, las municipalidades y los gobiernos regionales. Estos órganos poseen cierto grado de autonomía administrativa y financiera. Están sometidos a la supervigilancia del Presidente de la República y actúan con personalidad jurídica y patrimonio propio.[3]

Además, el país se organiza territorialmente en regiones, provincias y comunas, lo que da lugar a una estructura de gestión descentralizada a través de los gobiernos regionales y las municipalidades.

## Funciones principales
La Administración Pública en Chile tiene como funciones esenciales:
- Ejecutar las leyes y políticas públicas;
- Proveer bienes y servicios públicos;
- Promover el desarrollo económico, social y territorial;
- Fiscalizar el cumplimiento normativo en diversos sectores (medio ambiente, salud, trabajo, etc.);
- Gestionar recursos humanos y financieros del Estado.[5]

## Reforma y modernización
Desde la década de 1990, Chile ha impulsado diversos procesos de reforma del Estado y modernización de la gestión pública, destacando iniciativas como:
- La profesionalización del empleo público (Alta Dirección Pública);[6]
- El desarrollo de plataformas de gobierno digital y transparencia activa;[7]
- La implementación de sistemas de planificación estratégica y control de gestión;[8]
- El fortalecimiento de mecanismos de participación ciudadana.[9]

Estas reformas han buscado mejorar la eficiencia, eficacia, transparencia y legitimidad del aparato estatal, así como aumentar la confianza ciudadana en las instituciones públicas.

## Control y fiscalización
La actividad administrativa está sujeta a control por parte de distintos órganos, como:
- La Contraloría General de la República de Chile: Ejerce el control de legalidad y auditoría sobre los actos de la administración.[10]
- El Poder Judicial de Chile: Puede conocer de los actos administrativos mediante recursos como la acción de protección y reclamaciones judiciales.
- El Congreso Nacional de Chile: Ejerce control político a través de comisiones fiscalizadoras y acusaciones constitucionales.[11]
- La ciudadanía y la sociedad civil: mediante mecanismos de participación, acceso a la información pública y la labor de organizaciones sociales.[12]

## Participación ciudadana
En los últimos años, ha cobrado relevancia la participación de la ciudadanía en la gestión pública, a través de instancias como los Consejos de la Sociedad Civil (COSOC), consultas públicas y audiencias ciudadanas. Instrumentos normativos como la Ley N.º 20.500 sobre Asociaciones y Participación Ciudadana en la Gestión Pública han promovido una interacción más abierta entre el Estado y la sociedad civil.